# Drugi rząd Julii Tymoszenko
Drugi rząd Julii Tymoszenko – Ukraiński gabinet funkcjonujący od 18 grudnia 2007 pod kierownictwem Julii Tymoszenko. 
3 marca 2010 Rada Najwyższa Ukrainy wyraziła wotum nieufności dla rządu - za wnioskiem głosowało 243 z 450 deputowanych. 

## Skład rządu
- Julia Tymoszenko - premier

- Ołeksandr Turczynow - I wicepremier
- Hryhorij Nemyria - wicepremier ds. współpracy euroatlantyckiej
- Iwan Wasiunyk - wicepremier

- Bohdan Danyłyszyn - minister gospodarki
- Ludmyła Denisowa - minister pracy i polityki socjalnej
- Heorhij Filipczuk - minister ochrony środowiska naturalnego
- Jurij Jechanurow - minister obrony
- Wasyl Kniazewycz - minister ochrony zdrowia
- Ołeksij Kuczerenko - minister gospodarki komunalnej
- Wasyl Kujbida - minister rozwoju regionalnego i budownictwa
- Jurij Łucenko - minister spraw wewnętrznych
- Jurij Melnyk - minister polityki rolnej
- Wołodymyr Nowycki - minister polityki przemysłowej
- Wołodymyr Ohryzko - minister spraw zagranicznych
- Mykoła Oniszczuk - minister sprawiedliwości
- Jurij Pawłenko - minister ds. rodziny, młodzieży i sportu
- Wiktor Połtawec - minister przemysłu węglowego
- Jurij Prodan - minister paliw i energetyki
- Wiktor Pynzenyk - minister polityki fiskalnej
- Wasyl Wowkun - minister kultury i turystyki
- Wołodymyr Szandra - minister sytuacji nadzwyczajnych oraz ochrony ludności przed skutkami katastrofy w Czarnobylu
- Iwan Wakarczuk - minister oświaty i nauki
- Josyp Winski - minister transportu i łączności
- Petro Krupko - sekretarz Gabinetu Ministrów Ukrainy